# Calf of Eday
El Calf of Eday es una isla localizada en el grupo de las Órcadas, en Escocia. Más concretamente, la isla se encuentra ubicada al noroeste de la costa de Eday. Desde el siglo XVII hasta el siglo XIX la isla albergaba una fábrica de sal, restos de la que aún se pueden apreciar hoy día.
La isla contiene asimismo un faro y treinta especies de pájaros.
"Calf" es un nombre que se le da usualmente a una isla pequeña dispuesta paralelamente a otra más grande (por ejemplo, Calf of Man). 
- Datos: Q1026659
- Multimedia: Calf of Eday / Q1026659